# DB-Baureihe 701
Die Baureihen 701 und 702 sind eine Serie von Bahndienstfahrzeugen der Deutschen Bundesbahn eingestellt als Nebenfahrzeuge.
In den 1950er Jahren wurde das Netz der Deutschen Bundesbahn zunehmend elektrifiziert. Damit entstand ein Bedarf an Fahrzeugen zur Installation und Instandhaltung der Fahrleitung. Deshalb beschaffte die Deutsche Bundesbahn insgesamt 167 überwiegend zweimotorige moderne Wartungsfahrzeuge für diesen Zweck. Der VT 55 (ab 1968 Baureihe 701) entstand auf Basis des Schienenbusses VT 98 (ab 1968 Baureihe 798). Hersteller war die Waggon- und Maschinenbau GmbH Donauwörth beziehungsweise deren Nachfolger MBB.

## Wagenkasten und Innenraum

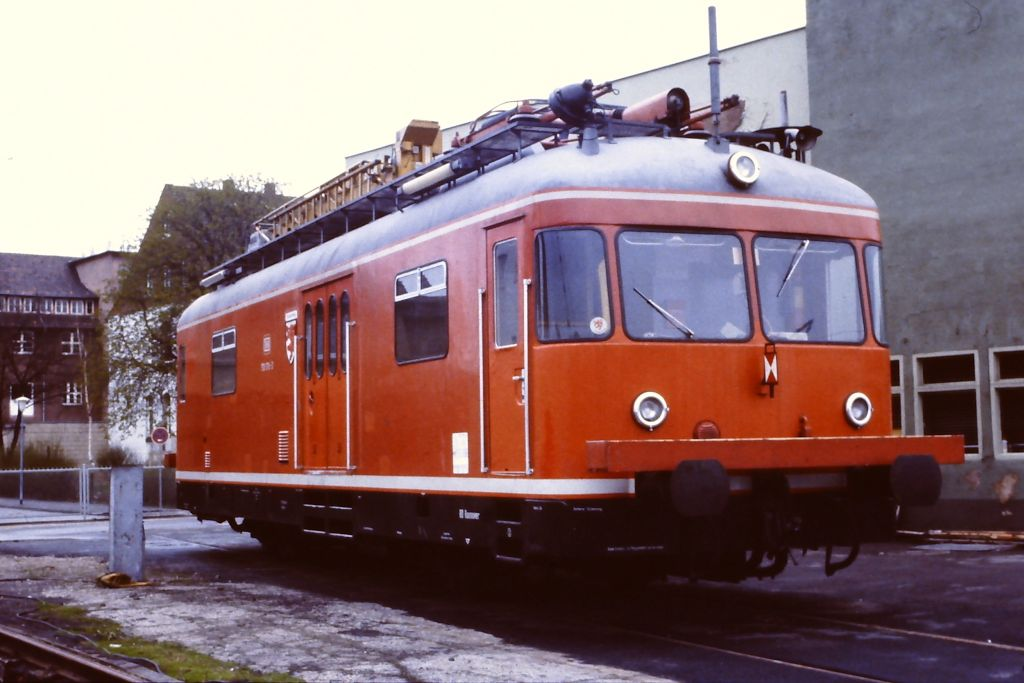
DB-Baureihe 701 in der ersten, purpurroten Lackierung

Die Triebwagen verfügten über einen geschweißten Stahlkastenaufbau.
Zwischen den Führerständen befindet sich ein 26 m2 großer Aufenthaltsraum mit einer Werkstatt. Dort sind Regale, eine Werkbank sowie eine Sitz- und Waschgelegenheit montiert, auch der Zugang zur Kanzel zur Beobachtung der Fahrleitung befindet sich dort.

## Dachausrüstung
Auf dem Dach befindet sich ein Stromabnehmer zur Erdung und Prüfung der Fahrleitung für 2 × 4 50 mm seitlich ab Mittenlage und 4800 mm bis zu 5500 mm Bauhöhe. Das Dach wird fast vollständig von einer hydraulisch heb- und schwenkbaren Arbeitsbühne bedeckt. Die Arbeitsbühne kann mit bis zu 300 Kilogramm beladen werden. Sie lässt sich hydraulisch bis auf 5,14 m über Schienenoberkante ausfahren und bis 3,85 m von der Gleisachse wegschwenken. Auch eine Beobachtungskanzel und Suchscheinwerfer wurden auf dem Dach angebracht.
Einige 701 der DB Netz Instandhaltung wurden zu Oberleitungsmesswagen (Diagnose VT) umgerüstet und tragen statt der Arbeitsbühne einen zweiten Stromabnehmer auf dem Dach.

## Bauart-Unterschiede
Die vier einmotorigen Triebwagen, die ab 1968 als Baureihe 702 bezeichnet wurden, erhielten 1972 einen zweiten Motor und wurden zu 701 umgezeichnet. Ab 1973 wurden 23 Fahrzeuge für den Einsatz auf Steilstrecken mit einer Motorbremse und einer Magnetschienenbremse ausgestattet, diese erhielten dann die freigewordene Bezeichnung 702.

## Diagnoseturmtriebwagen
Mehrere Turmtriebwagen, darunter 702 148, 163 und 701 165, 167 bis 168, wurden zu Diagnoseturmtriebwagen (DVT) umgebaut. Unter anderem erhielten sie statt der Arbeitsbühne einen zweiten Stromabnehmer. Sie werden zur Inspektion der Oberleitung eingesetzt, wurden aber aufgrund der geringen Höchstgeschwindigkeit Mitte der 2010er Jahre ausgemustert. Im Zuge der Technischen Mängel der Baureihe 711.1 werden die verkauften Fahrzeuge seit 2023 wieder von der Deutschen Bahn angemietet.

## Netzinstandhaltung 702.2

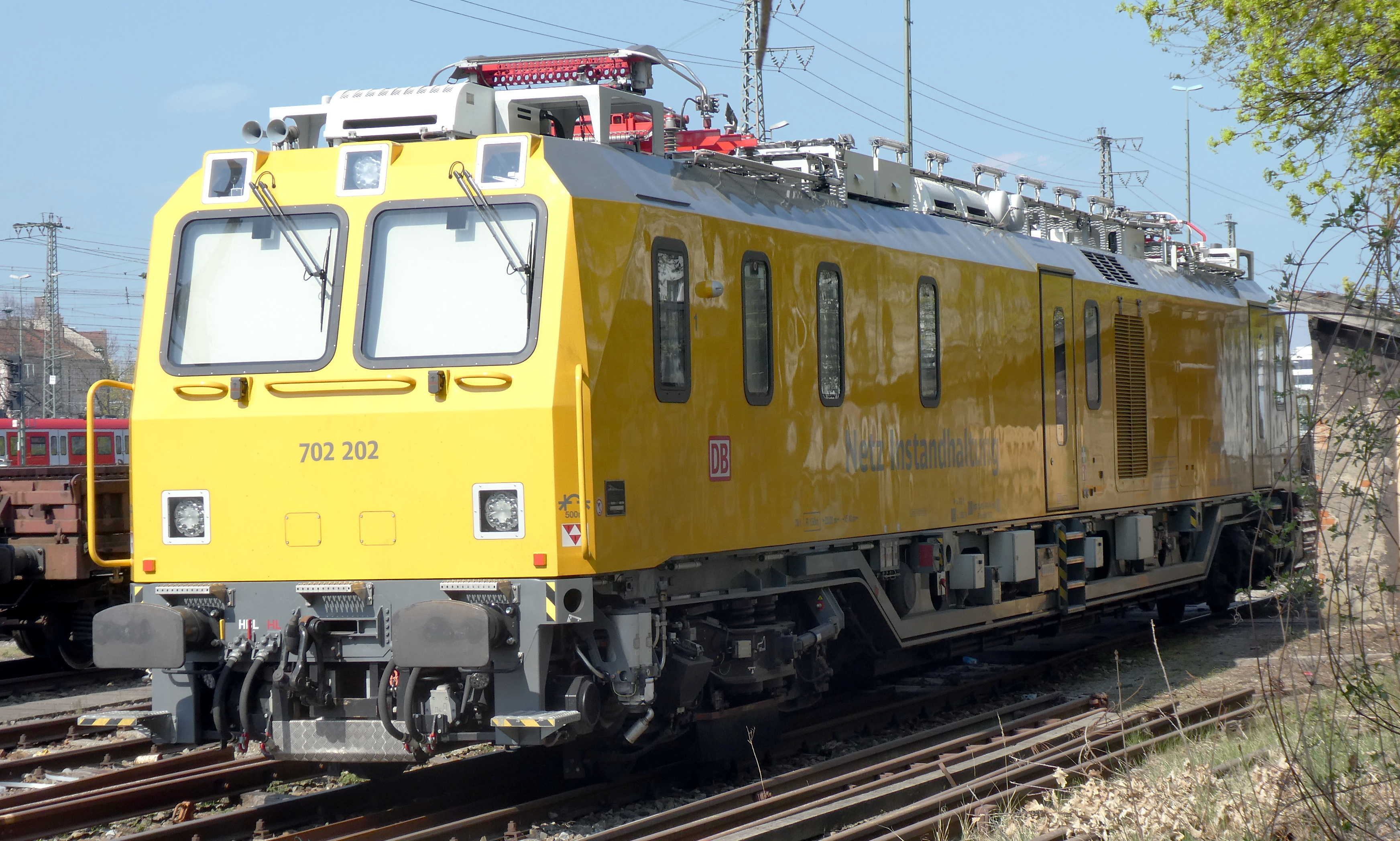
Triebwagen für Netzinstandhaltung BR 702

Die Diagnosetriebwagen (DVT) der Baureihe 702.2 wurden in den Jahren 2014 bis 2017 durch Plasser & Theurer gefertigt. Sie sind mit ETCS nach Baseline 2 ausgerüstet. Sie sollen auf Baseline 3 hochgerüstet werden.